# 張晨 (排球運動員)
張晨（1985年6月28日—），江蘇人，中國男子排球運動員，亦為中國國家男子排球隊成員，身高2.01米，司職主攻，現時效力於江苏南京廣電貓貓男排。 

## 运动生涯
父亲在江苏男排做助理教练，因为父亲的关系，张晨从小就开始接触排球。张晨因相貌英俊受到不少球迷青睐。2005年2月，张晨在江苏男排打上主力。十运会表现不俗的张晨被冠以“最佳新人”的名号。
2011年之前，张晨曾四次入选中国男排，2005年10月22日，张晨第一次入选国家队，但因技术和力量与老队员存在差距，未能留队。2006年再次入选国家队的张晨因伤被退回江苏队。此后因为伤病，张晨再次错失良机。随着伤病的逐渐恢复，张晨通过联赛的磨练实力不断增强，已经成为江苏队征战国内赛场的主将。2010年第四次入选国家队的张晨终于如愿代表中国男排出征世锦赛。
尽管世锦赛成绩不佳，但张晨已经成为中国男排主攻的重点培养队员。2011年张晨以主力身份参加了亚锦赛和世界杯的比赛，他的表现可圈可点但同样暴露一些问题，这些都为张晨积累了宝贵的经验。2011-2012赛季中國男子排球联赛，由于陈平世界杯受伤缺席，张晨率领的江苏队爆冷无缘八强。2012年，周建安依然将张晨招入国家队，为伦敦奥运会资格賽做最后的备战。 

## 家庭
- 父亲张友生，原中国国家男子排球队队员，曾随队参加1984年洛杉矶奥运会。
- 妹妹張常寧，中国国家女子排球队队员。

## 外部連結
- 張晨的新浪微博